# تشنارسنقر
تشنارسنقر (بالفارسية: چنارسنقر) هي قرية تقع في البلدة المركزية في إيران.